# Atrévete a olvidarme
Atrévete a Olvidarme es una telenovela mexicana producida por Televisa en 2001 de la mano de Roberto Hernández Vázquez y dirigida por Alfredo Cortés. Fue protagonizada por Jorge Salinas y Adriana Fonseca con las participaciones antagónicas de Alexis Ayala, Mariana Seoane y José Carlos Ruiz. La telenovela fue recortada, siendo finalizada después de 5 semanas con 25 episodios emitidos. 
Esta empatada con El secreto de Alejandra cómo las telenovelas más recortadas.

## Historia
Años atrás, Gonzalo Rivas-Montaño estaba comprometido con Olga Bocker, pero cuando conoció a su hermana, Elena, ambos se enamoraron. Sin embargo, la maldad de Olga logró separarlos y puso a todo el pueblo contra su hermana. Elena murió poco después, dejando destrozado a Gonzalo; este al final se casó con Olga y tuvieron una hija, Hanna.
En el presente, Andrea Rosales es una joven amable y generosa que ha vivido toda su vida en un pequeño pueblo minero de Real del Monte. Al principio de la historia, Andrea está a punto de casarse con Manuel Soto, un apuesto ingeniero de minas. Sin embargo, llega al pueblo Daniel González Rivas-Montaño, un periodista joven e idealista que nunca imaginó que tenía vínculos con Real del Monte. 
Daniel llega al pueblo en busca de su abuelo, Don Gonzalo Rivas-Montaño, al que no conoce; el motivo es que su madre, Hanna Rivas-Montaño Bocker de González, odia a su padre por considerarle culpable del suicidio de su madre. Daniel conoce a Andrea y los dos se enamoran, por lo que Andrea rompe su compromiso con Manuel. Para muchos de los habitantes del pueblo, su amor recuerda a la historia de Gonzalo y Elena, y parece que la historia está a punto de repetirse.

## Elenco
- Jorge Salinas - Daniel González Rivas-Montaño
- Adriana Fonseca - Andrea Rosales "La Guapa"
- Alexis Ayala - Manuel Soto Castañeda
- Mariana Seoane - Ernestina Soto Castañeda
- Ignacio López Tarso - Don Gonzalo Rivas-Montaño
- José Carlos Ruiz - Cecilio Rabadán
- Ana Martín - Sabina
- Macaria - Hanna Rivas-Montaño Bocker de González
- Raquel Olmedo - La Coronela
- Juan Peláez - Santiago Rosales
- Adriana Roel - Evarista
- Juan Carlos Bonet - Rosendo
- Yolanda Ventura -  Liliana Luján Beccar
- Jorge Poza - El Gato
- Francesca Guillén - Lucina
- Arsenio Campos - Patricio
- Aurora Clavel - Eduarda
- Socorro Avelar - Epitacia
- Jaime Lozano - Padre Buenaventura
- Alejandra Barros - Olga Bocker de Rivas-Montaño
- Rebeca Tamez - Elena Bocker
- Olivia Cairo - Rita
- Jacaranda Alfaro - Ludivina
- Everardo de la Mora - Gerard
- Hugo Macías Macotela - Dr. Nazario
- Patricia Martínez - Refugio
- Roberto Miquel - Vicencio
- Queta Lavat - Fidela
- Edgar Ponce - Soriano
- Luis Reynoso - Melesio
- Elizabeth Álvarez - Estrellita
- Alberto Estrella - Gonzalo Rivas-Montaño (joven)
- Daniela Aedo - Andrea Rosales (niña)

## Banda sonora
1. Eres mía - Pepe Aguilar